# کیوپی مورگان
کیوپی مورگان (انگلیسی: Kewpie Morgan؛ ‏ ۱ فوریهٔ ۱۸۹۲ – ۲۴ سپتامبر ۱۹۵۶) بازیگر اهل ایالات متحده آمریکا بود.
از فیلم‌هایی که وی در آن نقش داشته‌است، می‌توان به پخمه، ولی جسور، قهرمان یک شهر کوچک، شیخ اعرابی، آواز یاغی، سه عصر، شرلوک جونیور، هوانورد و بچه‌ها در شهر اسباب‌بازی اشاره کرد.